# Річард Ґренвілл-Темпл, 2-й граф Темпл
Річард Ґренвілл-Темпл, 2-й граф Темпл, KG , PC (26 вересня 1711 – 12 вересня 1779) — британський політик. Він найбільш відомий завдяки його близькості до свого шваґра Вільяма Пітта, з яким він служив в уряді під час участі Британії в Семирічній війні між 1756 і 1761 роками. Він подав у відставку разом з Піттом на знак протесту проти того, що кабінет міністрів не оголосив війну Іспанії.

## Ранні роки
Старший син Річарда Ґренвілла (1678–1727) з Воттон-Андервуда, Бекінґемшир, і Гестер, пізніше графині Темпл, він отримав освіту в Ітонському коледжі, а в 1734 році увійшов до парламенту як депутат від району Бекінґем. У 1752 році, після смерті своєї матері, він успадкував її титули разом із багатими маєтками Стоу і Воттон; і тоді він взяв ім'я Темпл на додаток до свого початкового прізвища Ґренвілл.
7 травня 1737 року він одружився з Анною Чембер..

## Семирічна війна
Поворотним моментом у його політичній долі стало одруження його сестри Гестер у 1754 році з Вільямом Піттом, пізніше графом Чатемом . Хоча лорд Темпл не мав видатних якостей, його політична кар'єра була пов'язана з кар'єрою його шваґра. У листопаді 1756 року Темпл став першим лордом Адміралтейства в міністерстві Девоншира і Пітта. Його дуже не любив Георг II, який звільнив і його, і Пітта з посад у квітні 1757 року. Але коли в червні того ж року було сформовано коаліційний кабінет Ньюкасла і Пітта, Темпл отримав посаду лорда-хранителя малої печатки. Він був єдиним членом кабінету, який підтримав пропозицію Пітта оголосити війну Іспанії в 1761 році, і вони разом пішли у відставку 5 жовтня.

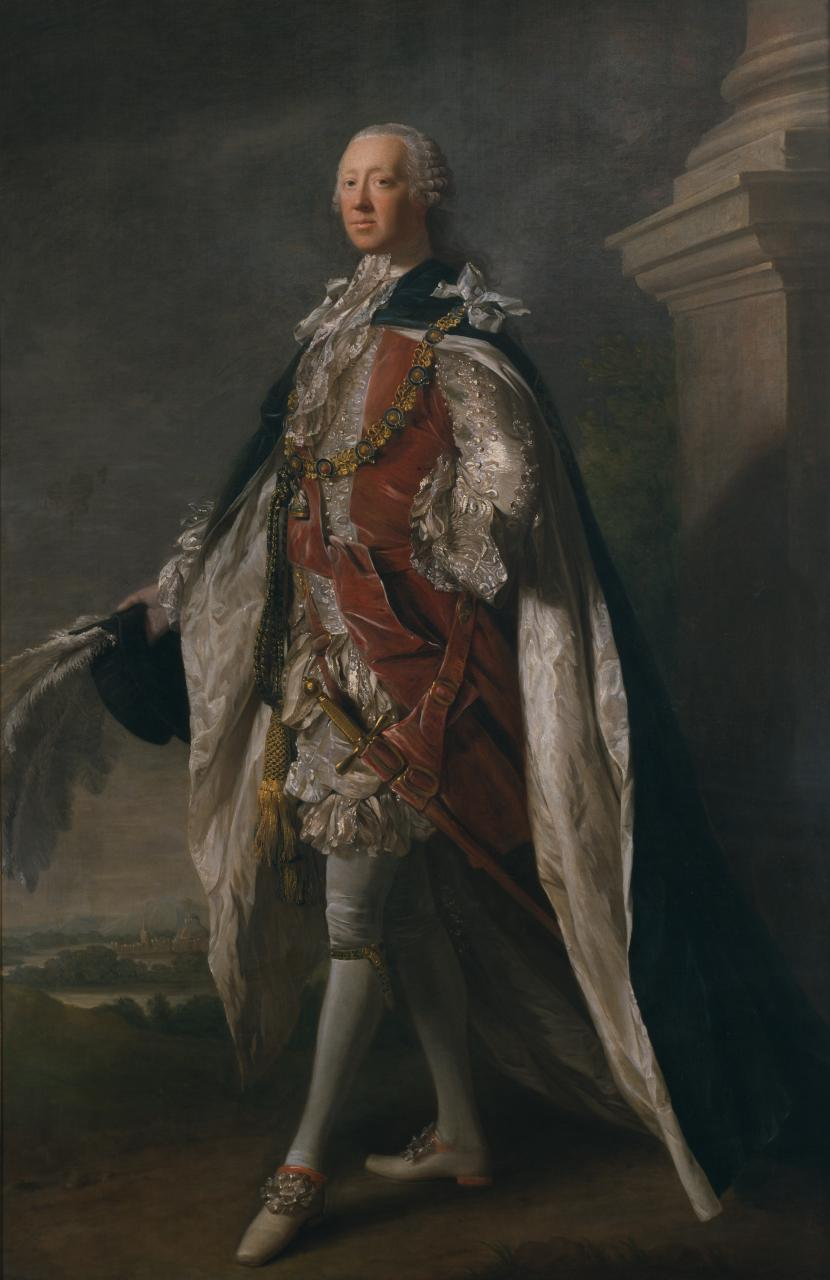
Портрет роботи Аллана Ремзі, 1762 рік.

## Пізніша кар'єра
З цього часу Темпл став одним із найбільш фракційних політиків; Кажуть, що він сам зізнався, що «любив фракцію і мав багато грошей». Він був у поганих стосунках зі своїм молодшим братом Джорджем Ґренвіллом, коли останній став першим лордом скарбниці у квітні 1763 року, і йому не було місця в цьому міністерстві; але брати помирилися до 1765 року, коли Темпл відмовився приєднатися до уряду та переконав Пітта відмовитися так само. Через кілька тижнів король запропонував умови спонукати Пітта сформувати або приєднатися до адміністрації; «міністерство, кероване цим великим державним діячем», — писав Вільям Едвард Гартпол Лекі
«було б поза всяким порівнянням найбільш вигідним для країни; воно не викликало серйозних труднощів, і Пітт сам був готовий взятися за це завдання, але злий геній лорда Темпла знову переміг. Без його співпраці Пітт не міг або не хотів продовжувати роботу, а Темпл категорично відмовився обійняти посаду навіть на першому місці».
Можливо, Пітт продовжував відмовлятися приєднатися до першого Рокінгемського служіння, можливо, частково через Темпла, але до кінця 1765 року стара дружба між зятями розірвалася; і коли нарешті в липні 1766 року Пітт погодився сформувати уряд, Темпл відмовився приєднатися, ображений тим, що, хоч і пропонували казначейство, йому не дозволяли рівноправно з Піттом призначати на інші посади. Потім Темпл став розпускуати наклепи про Пітта; і разом зі своїм братом Джорджем він застосував усі Ґренвільські зв’язки на шкоду уряду. Після смерті Джорджа Ґренвілла в 1770 році лорд Темпл майже цілком відійшов від громадського життя.
Кажуть, що лорд Темпл був автором кількох анонімних наклепів і натхненником багатьох інших. Маколей порівнював його з кротом, який працював унизу «в якомусь мерзенному, викривленому лабіринті щоразу, коли вгору викидалася купа бруду», відповідно до Гораса Волпола, він тримав свою позицію; але його характер оцінювався сучасниками дуже низько. У приватному житті він щедро використовував своє багатство для своїх родичів, друзів і утриманців. Пітт був винен йому гроші. Він був основним спонсором щотижневої газети The North Briton  і сплатив витрати, понесені Джоном Вілксом у судовому процесі. Він також надав Вілксу право вільного права власності, що дозволило йому балотуватися від Міддлсекса на виборах 1768 року.
Незважаючи на те, що Ерл Темпл відомий як людина, схильна до конфронтації та суперечок, він таки взяв участь у одній із наймодніших благодійних організацій Лондона свого часу. З 1760 по 1768 рік він працював віце-президентом Лікарні для підкинутих, яка була присвячена порятунку великої кількості дітей, яких щодня покидають батьки в Лондоні. Не можна виключити, що його участь у цій благодійній організації була мотивована суто співчуттям. Однак можливо, що це також було пов’язано з досягненням статусу та доступом до інших відомих прихильників, таких як герцог Бедфордський, лорд Вер Боклерк і граф Дартмутський, серед інших.
На додаток до маєтків, які він успадкував, Темпл отримав значні статки завдяки одруженню в 1737 році з Енн, дочкою і співспадкоємицею Томаса Чемберса з Ганворта, Міддлсекс; том її віршів був надрукований у Strawberry Hill Press у 1764 році.

## Крикет
Як і його друг Джордж Монтегю-Данк, 2-й граф Галіфакс, Ґренвілл захоплювався крикетом. Найдавніший запис про його участь у спорті, що зберігся, датується серпнем 1741 року, коли, будучи патроном і капітаном команди графства Бекінґемшир, він і Галіфакс організували матч Нортгемптоншир проти Бекінґемшира в Ков-Медов, Нортгемптон.

## Смерть
Ерл Темпл помер на початку вересня 1779 року у віці 67 років, упавши з фаетона. Єдиною проблемою його шлюбу була донька, яка померла в дитинстві. Графський титул Темпла успадкував його племінник Джордж Наджент-Темпл-Ґренвілл.

## Подальше читання
- Nichols, R. H.; Wray, F. A. (1935). The History of the Foundling Hospital. London: Oxford University Press.